# Laag-Caestert
Laag-Caestert (en limbourgeois Liekaasjtert) est un hameau située dans la commune néerlandaise d'Eijsden-Margraten, dans la province du Limbourg. Le 1er janvier 2003, le hameau comptait 115 habitants.
Laag-Caestert est situé au confluent de la Meuse et de la Voer. Plus à l'est se trouve Hoog-Caestert.
Le Château d'Eijsden se trouve sur le territoire de Laag-Caestert.

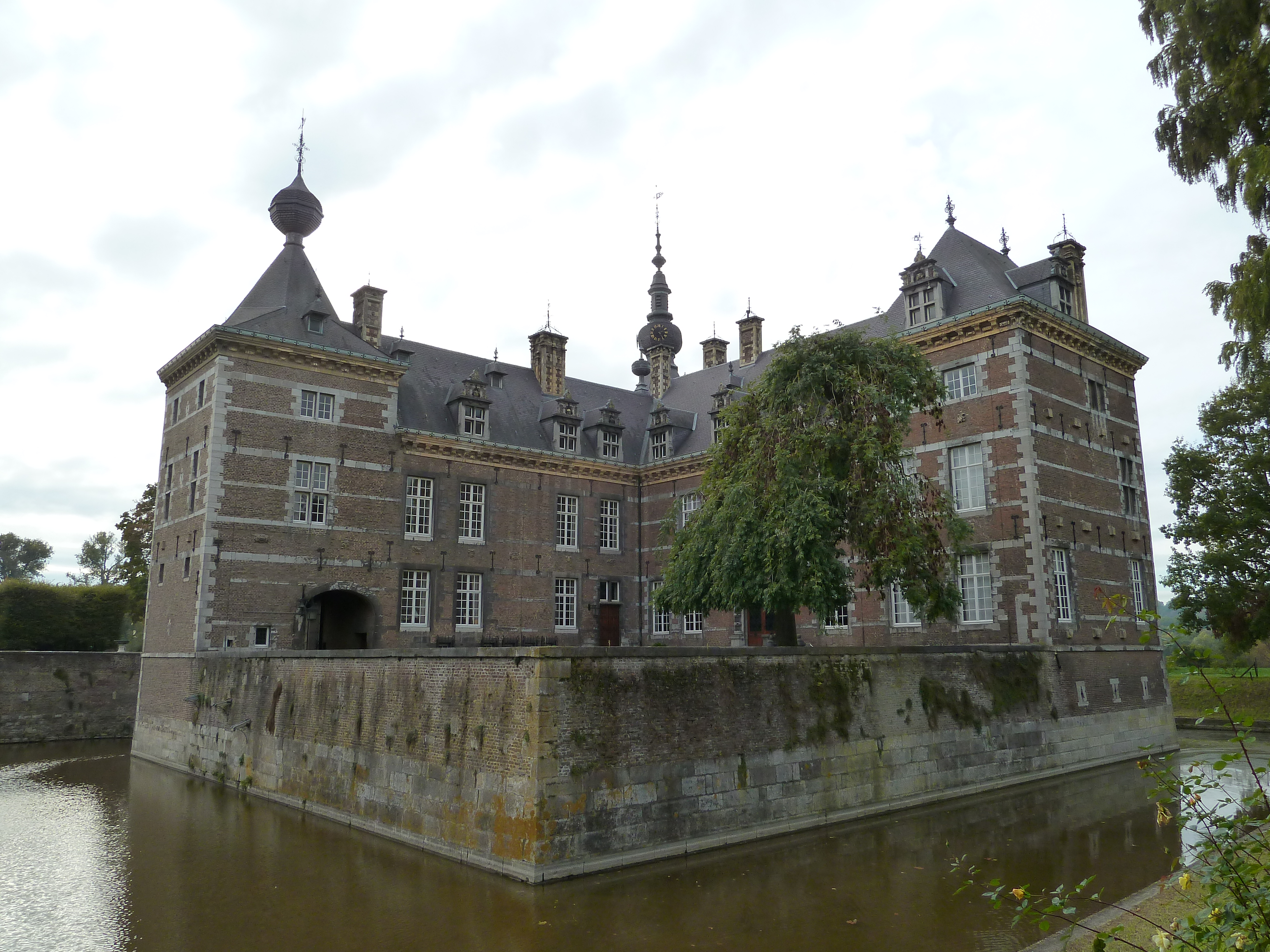
Château d'Eijsden